# Pedro Alexandro García
Pedro Alexandro García de la Cruz (Pisco, 14 de marzo de 1974) es un exfutbolista peruano. Jugaba de delantero y actualmente es entrenador de menores, en el colegio S.S.C.C Recoleta, de la Molina, Lima, Perú. Tiene 51 años.

## Selección nacional
Ha sido internacional con la selección de fútbol del Perú en 19 ocasiones y ha marcado 2 goles. Su debut se produjo el 15 de noviembre de 2000, en un encuentro ante la selección de Paraguay que finalizó con marcador de 5-1 a favor de los paraguayos.

### Participaciones en Copa América
| Copa              | Sede      | Resultado        | Partidos | Goles |
| ----------------- | --------- | ---------------- | -------- | ----- |
| Copa América 2001 | Colombia  | Cuartos de final | 3        | 0     |
| Copa América 2004 | Perú      | Cuartos de final | 2        | 0     |
| Copa América 2007 | Venezuela | Cuartos de final | 3        | 0     |

## Clubes
| Club                   | País   | Año       |
| ---------------------- | ------ | --------- |
| Unión San Martín       | Perú   | 1992      |
| Alianza Lima           | Perú   | 1993-1994 |
| Alcides Vigo           | Perú   | 1994      |
| Alianza Lima           | Perú   | 1995-1997 |
| Alianza Atlético       | Perú   | 1998-1999 |
| América                | México | 2000      |
| Alianza Atlético       | Perú   | 2000-2004 |
| Universidad San Martín | Perú   | 2005-2010 |
| Universitario          | Perú   | 2011      |
| León de Huánuco        | Perú   | 2012      |
| Alfonso Ugarte         | Perú   | 2013      |
| Sport Huancayo         | Perú   | 2013      |
| Sport Boys             | Perú   | 2014      |

## Palmarés

### Campeonatos nacionales
| Título                    | Club                             | País | Año  |
| ------------------------- | -------------------------------- | ---- | ---- |
| Primera División del Perú | Alianza Lima                     | Perú | 1997 |
| Primera División del Perú | Universidad San Martín de Porres | Perú | 2007 |
| Primera División del Perú | Universidad San Martín de Porres | Perú | 2008 |
| Primera División del Perú | Universidad San Martín de Porres | Perú | 2010 |

### Distinciones individuales
| Distinción                 | Año  |
| -------------------------- | ---- |
| Futbolista del año en Perú | 2007 |